# San José del Bosque
San José del Bosque är en ort i Mexiko.   Den ligger i kommunen Silao de la Victoria och delstaten Guanajuato, i den centrala delen av landet, 300 km nordväst om huvudstaden Mexico City. San José del Bosque ligger 1 781 meter över havet och antalet invånare är 241.
Terrängen runt San José del Bosque är en högslätt, och sluttar söderut. Runt San José del Bosque är det tätbefolkat, med 297 invånare per kvadratkilometer. Närmaste större samhälle är Silao, 4,7 km öster om San José del Bosque. Omgivningarna runt San José del Bosque är en mosaik av jordbruksmark och naturlig växtlighet.